# Anatoli Krasjeninin
Anatoli Vitaljevitsj Krasjeninin (Russisch: Анатолий Витальевич Крашенинин) (15 augustus 1974) is een schaatser uit Kazachstan. Voor dit land kwam hij tot 1 juli 1995 uit in wedstrijdverband. Hierna kwam hij voor Rusland uit.
In 1994 nam hij namens Kazachstan deel aan de WK junioren waar hij als 21e eindigde. Hij nam vier keer plaats op het erepodium bij de allroundkampioenschappen van Rusland, in 1998 werd hij kampioen, in 1996 tweede en in 1997 en 1999 derde. Aan de EK allround nam hij vier keer deel, aan de WK allround drie keer en een keer aan de WK afstanden.

## Persoonlijke records
| Afstand      | Tijd     | Datum            | Baan         |
| ------------ | -------- | ---------------- | ------------ |
| 500 meter    | 37,75    | 11 november 2000 | Inzell       |
| 1000 meter   | 1.15,92  | 12 maart 2007    | Tsjeljabinsk |
| 1500 meter   | 1.51,49  | 22 oktober 2001  | Calgary      |
| 3000 meter   | 3.51,22  | 12 augustus 2005 | Calgary      |
| 5000 meter   | 6.23,42  | 13 november 2005 | Calgary      |
| 10.000 meter | 13.28,03 | 10 november 2006 | Kolomna      |

## Resultaten
| Jaar | EK Allround | WK Allround | WK Afstanden | WK Junioren |
| ---- | ----------- | ----------- | ------------ | ----------- |
| 1994 |             |             |              | 21e         |
|      |             |             |              |             |
| 1996 | NC15        | NC22        |              |             |
| 1997 | NC29        | NC16        | 11e 5000m    |             |
| 1998 | NC14        | NC26        |              |             |
|      |             |             |              |             |
| 2005 | NC25        |             |              |             |

NC15 = niet gekwalificeerd voor de laatste afstand, maar wel als 15e geklasseerd in de eindrangschikking